# Cyrtopodion brevipes
Cyrtopodion brevipes es una especie de geco de la familia Gekkonidae.

## Distribución geográfica yhábitat
Es endémica de una zona semidesértica de la provincia de Sistán y Baluchistán, al sudeste de Irán.